# Erich Darré

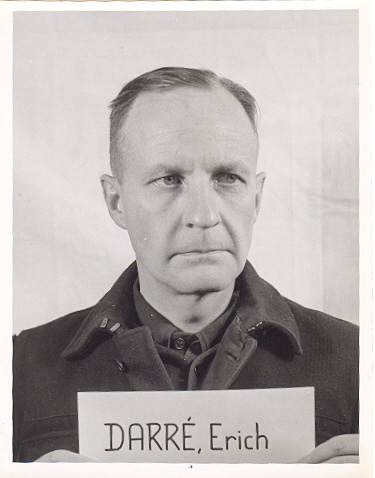
Erich Darré als Zeuge bei den Nürnberger Prozessen.

Erich Darré (* 9. August 1902 in Belgrano bei Buenos Aires; † nach 1946) war ein deutscher Pressefunktionär und SS-Führer.

## Leben und Wirken
Darré war eines von vier Kindern des Kaufmanns Richard Darre (1854–1929) und seiner Ehefrau Emilia Berta Eleonore Lagergren (23. Juli 1872 in Buenos Aires – 20 Jul 1936 in Bad Pyrmont). Sein älterer Bruder war der spätere Reichslandwirtschaftsminister Walter Darré. 
Zum 1. September 1931 trat Darré in die NSDAP ein (Mitgliedsnummer 635.310), in der sein Bruder ab 1930 eine führende Stellung einnahm. Im Februar 1932 stellte er seine Beitragszahlungen ein. Erst am 19. Januar 1940 beantragte er die erneute Aufnahme in die Partei und wurde zum 1. April desselben Jahres aufgenommen (Mitgliedsnummer 8.735.239). Im Januar 1932 wurde er Mitglied der SS (SS-Nummer 20.887).
In den folgenden Jahren übernahm Darré diverse Posten im SS-Apparat bzw. der NS-Presse: Vom 15. Januar bis Juni 1932 war er hauptamtlicher Referent für Familienforschung im Rasse- und Siedlungshauptamt der SS (München). Anschließend war er bis September 1933 hauptamtlicher Schriftleiter für den kulturellen Teil bei der NS-Landpost, um dann bis zum März 1934 als stellvertretender Hauptschriftleiter derselben Zeitschrift zu fungieren.
Von März 1934 bis zum Ende des Zweiten Weltkriegs war Darré Geschäftsführer und Verlagsdirektor der Reichsnährstand Verlags GmbH in Berlin und der Blut und Boden Verlag GmbH in Goslar. Vom 14. Juli 1934 bis zum 10. April 1935 war er daneben auch Chef der selbständigen Hauptabteilung Archiv im Rasse- und Siedlungshauptamt.
Bei Kriegsende geriet Darré in alliierte Gefangenschaft. In den folgenden Jahren trat er als Zeuge bei den Nürnberger Prozessen in Erscheinung.

## Beförderungen
- 27. Mai 1934: SS-Obertruppführer
- 14. Juli 1934: SS-Untersturmführer
- 20. November 1934: SS-Obersturmführer
- 30. September 1935: SS-Hauptsturmführer
- 13. September 1936: SS-Sturmbannführer

## Archivalien
- Bundesarchiv: SSO-Akte zu Erich Darré